# Didlington
Didlington – wieś w Anglii, w hrabstwie Norfolk, w dystrykcie Breckland. Leży 47 km na zachód od Norwich i 127 km na północny wschód od Londynu.
W 2001 miejscowość liczyła 48 mieszkańców.